# Phối hợp săn mồi

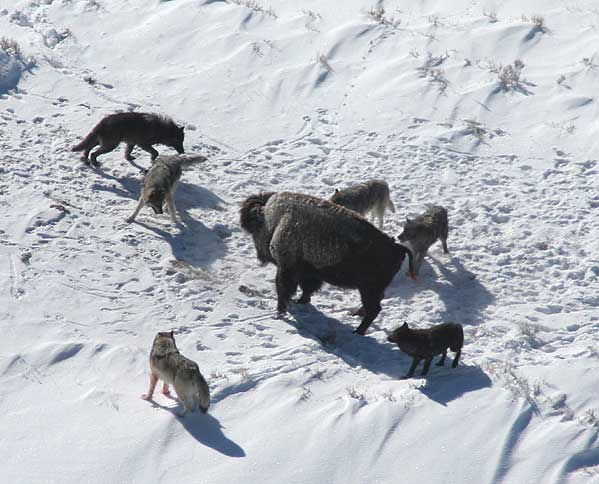
Một đàn sói đang vây một con bò rừng, chúng phối hợp nhuần nhuyễn để tạo thành thế trận bầy sói, chúng liên tục tấn công, không cho con mồi lấy lại sức

Phối hợp săn mồi hay săn mồi theo bầy là một chiến thuật săn mồi của động vật, trong đó chúng săn mồi theo nhóm với sự liên kết giữa các cá thể trong nhóm và bao gồm cả việc được gọi là "phân công lao động và chuyên môn hóa từng vị trí", tức là phân công cho từng con trong bầy tham gia vào màn săn mồi. Việc phối hợp săn mồi sẽ phát triển khi hai hoặc nhiều cá thể thành công trong việc bắt những con mồi hơn và ít phải trả giá hơn khi săn một mình. 80-95% động vật ăn thịt đơn độc sẽ một mình đi săn. Một số loài được ghi nhận là bậc thầy trong việc phối hợp săn bắt là sói, chó hoang châu Phi, sư tử, tinh tinh, cá heo.

## Một số loài

### Sư tử
Sư tử châu Phi và loài sư tử nói chung là động vật mạnh mẽ, có cách săn mồi vô cùng quyết đoán, đầy khôn khéo. Chúng thường không đi săn theo bầy đàn mà đi săn đơn lẻ. Sự phối hợp là rất quan trọng trong trường hợp con mồi quá lớn, một số con sư tử có nhiệm vụ "nhử" con mồi trong khi các con sư tử khác "thầm lặng" tiến đến và kết liễu. Thông thường sư tử cái đi săn nhiều hơn sư tử đực, nhưng trong trường hợp con mồi lớn, có khối lượng lớn cần đến sức mạnh thì những con sư tử đực sẽ ra tay. Sức mạnh của sư tử còn thể hiện ở việc chúng luôn săn mồi theo đàn với chiến thuật khôn ngoan.
Được mệnh danh là chúa tể của rừng nhiệt đới, sư tử săn cả những con mồi lớn nhất như trâu và linh dương đầu bò. Thành công gần như tuyệt đối của những kẻ săn mồi này là nhờ sự kết hợp giữa những kĩ năng. Sư tử sống thành bầy và tất cả thành viên cùng nhau đi săn. Những sư tử con sớm học được các kĩ năng săn mồi nhờ trò chơi chiến đấu cùng nhau. Tỉ lệ thành công trong cuộc đi săn của sư tử chỉ có 1/5 nhưng những khả năng săn mồi được nhấn mạnh khi chúng ta xem xét những con mồi của chúng – đều là những động vật lớn và có khả năng chống trả quyết liệt.

### Sói xám
Xét về sức mạnh, để đơn đả độc đấu, sói xám không phải là đối thủ của nhiều con mồi to lớn như bò rừng, tuần lộc, nai sừng. Nhưng chúng có chiến thuật săn mồi rất thông minh, hoạt động bầy đàn, lấy số đông để lấn át đối phương. Chúng rình rập con mồi, rồi chia làm nhiều mùi tấn công, chỉ một tíc tắc sơ sẩy của con mồi, nó sẽ bị cả bầy sói sâu xé dù to lớn đến đâu. Hầu hết những kẻ săn mồi hàng đầu của thế giới đều là những kẻ hoàn toàn cô độc, chủ yếu dựa vào sự hùng mạnh của mình để hạ gục con mồi. Với sói xám, sự thành công của buổi săn phụ thuộc vào sự hợp tác của đồng loại. Đặc trưng tấn công của loài sói là sự truy đuổi của nhiều con trong đàn khiến con mồi phải bỏ chạy. Một con mồi đơn lẻ không chỉ dễ hạ gục mà còn an toàn hơn việc con mồi ở tư thế chống trả. Con đực đầu đàn sẽ dẫn đầu cuộc săn đuổi trong khi những con cái của nó theo sát phía sau. Một khi con mồi trượt ngã xuống đất, cả đàn sẽ bao vây và kết liễu nó, đây gọi là chiến thuật chó hùa.

### Sói đỏ

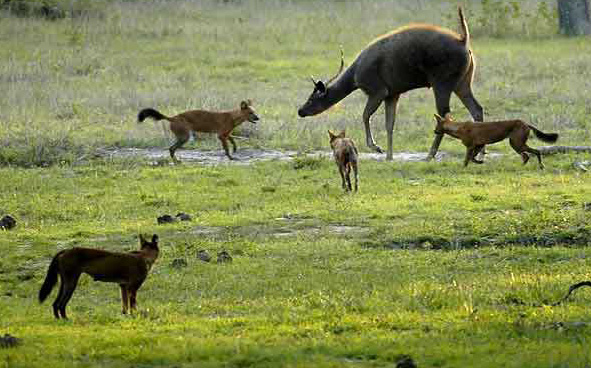
Đàn sói lửa đang vây một con hươu

Sói lửa là động vật đi săn mồi theo bầy đàn tàn độc và nham hiểm, chúng rất hung tợn, với tiếng tru rợn người. Khi săn mồi có thể nhập đàn thành một bầy từ 10 - 15 đến 20 con, thậm chí 50 con. Một con sói đỏ có thể vô hại, nhưng cả một đàn sói đỏ lại là mối đe dọa khủng khiếp với nhiều loài thú lớn như lợn rừng, bò tót… Khi đã khép vòng vây là chúng giết con mồi bằng được bằng những cách tấn công rất tàn độc và kỳ quái, hàm răng của sói lửa lúc này hơn cả dao cạo, xé đứt cả da trâu, da bò. Chúng vừa chạy vừa tru lên, nhe nanh gầm ghè rất hung dữ. Đối với các con vật lớn như trâu, bò thì chúng dùng chiến thuật quây quanh và cứ vờn rồi đớp thịt ở mông, ở đùi khiến những con trâu, bò con nào cũng bị mất một mảng thịt ở mông, máu chảy nhoe nhoét, vung vãi khắp nơi đến khi nào trâu, bò mất máu nhiều, kiệt sức và gục xuống thì sói lửa tiếp tục tấn công con khác. Thỉnh thoảng, sói lửa còn tấn công cả gấu ngựa và gấu lợn, khi triển khai tấn công gấu, sói lửa sẽ cố gắng chặn và ngăn những con gấu trốn vào các hang động và tập kích vào hai chân sau của gấu.

### Cá heo
Cá heo sử dụng hệ thống phát tín hiệu của mình để thăm dò đàn cá mòi di cư. Khi tìm thấy, đàn cá heo tiến hành tách bầy cá mòi ra và dồn từng nhóm nhỏ cá mòi vào thành khối tròn như một quả bóng nổi lên gần mặt nước, những con cá heo lập thành đội hình tấn công khéo léo. Chúng xếp thành một đội, xé lẻ đàn cá mòi ra thành những đàn nhỏ hơn. Bị xé lẻ khỏi khối cá lớn mà trước đây làm cho những kẻ thù ban đầu bối rối, khuynh hướng lập thành đàn của cá mòi khi bị đe dọa giờ đây đã là kiểu ưa thích của kẻ đi săn. Bị săn đuổi bởi kẻ thù, cá mòi tạo thành những nhóm đông đúc và hoảng loạn được gọi là quả cầu mồi, có đường kính rộng đến 10 mét. Cá hep tăng tốc bơi nhanh và nuốt gọn những con mồi sáng bạc kém may mắn, đồng thời đàn cá heo ép đàn cá mòi vào những vùng nước cạn hơn, ở đó mối đe dọa tăng lên gấp bội.

### Cá voi sát thủ
Orca còn được gọi là Cá voi sát thủ bởi chiến lược săn mồi rất hiệu quả và tàn nhẫn của chúng. Chúng có thể ăn những con cá nhỏ, nhưng cũng có thể ăn những con cá voi khác như cá voi lưng xám con. Bằng cách săn mồi theo bầy (thường là cả một gia đình gồm 3-5 con hoặc thậm chí là hai gia đình cùng kết hợp), chúng tách con cá voi con ra khỏi cá voi mẹ và liên tục dùng các cú húc đầu khủng khiếp tấn công cá voi con cho đến khi cá voi con tử vong. Trong cuộc chiến săn mồi, các con cá voi sát thủ cái lại là những cá thể ở giữa vòng vây và làm nhiệm vụ vất vả hơn những con cá voi đực. Cá voi sát thủ đực có cái vây dài và nhọn hơn cá voi cái.

### Cá phèn vàng
Cá phèn vàng là loài cá ở Biển Đỏ làm việc theo nhóm để săn lùng và bắt mồi. Chúng săn mồi theo phương pháp tập thể. Trong đó, một con cá đuổi theo con mồi, còn các con còn lại phong tỏa các đường thoát. Loài cá này sống thành nhóm dựa trên kích cỡ hơn là quan hệ gia đình, trong đó các con cá có kích cỡ tương tự nhau hợp thành nhóm điều này cho phép chúng phối hợp nhịp nhàng và đồng bộ hơn. Mỗi con cá có một vai trò cụ thể trong các cuộc săn lùng, hoặc là kẻ rượt đuổi hoặc là kẻ ngăn chặn.

### Bộ đôi cá
Cá mú và cá hồi san hô (coral trout) có thể đồng hành với những loài dưới biển khác để săn mồi. Cá mú thường phối hợp với lươn biển moray và cá wrasse Napoleon, trong khi đó cá hồi san hô thì đồng hành với bạch tuộc để săn mồi. Hai loài cá này có thể ám chỉ vị trí con mồi bằng cách dùng đầu hướng về đó, giúp bạn đồng hành của chúng phát hiện con mồi. Khi một con cá chạy trốn khỏi nhóm săn mồi, cá mú di chuyển đến nơi mà mục tiêu đang ẩn nấp. Chúng sẽ xoay thân cho đầu hạ thấp xuống, sau đó lắc đầu tới-lui hướng về phía con mồi để ra hiệu cho đồng bọn. Cá hồi san hô cũng thực hiện động tác tương tự. Cá mú đồng hành với lươn và cá wrasse Napoleon và sử dụng khả năng bơi cực nhanh để bắt mồi. Lươn mora khổng lồ, loài có thể trườn vào những hốc nhỏ, kết hợp với cá wrasse, loài có hàm khỏe nên có thể nghiền nát san hô để con mồi lộ ra. Cá hồi san hô hay phối hợp với bạch tuộc. Bộ đôi này có lợi thế trong những không gian chật hẹp.

### Tinh tinh
Tinh tinh là động vật nguy hiểm, thông minh, chúng cũng săn mồi theo bầy và bắt những con khỉ mủ đỏ Columbus, chúng có chiến thuật bao vây bắt con mồi và kỹ năng săn mồi của loài khỉ đặc biệt thông minh vì tinh tinh rất giống với con người. Mỗi sát thủ tinh tinh ăn đến 1 tấn thịt/năm.

### Hổ

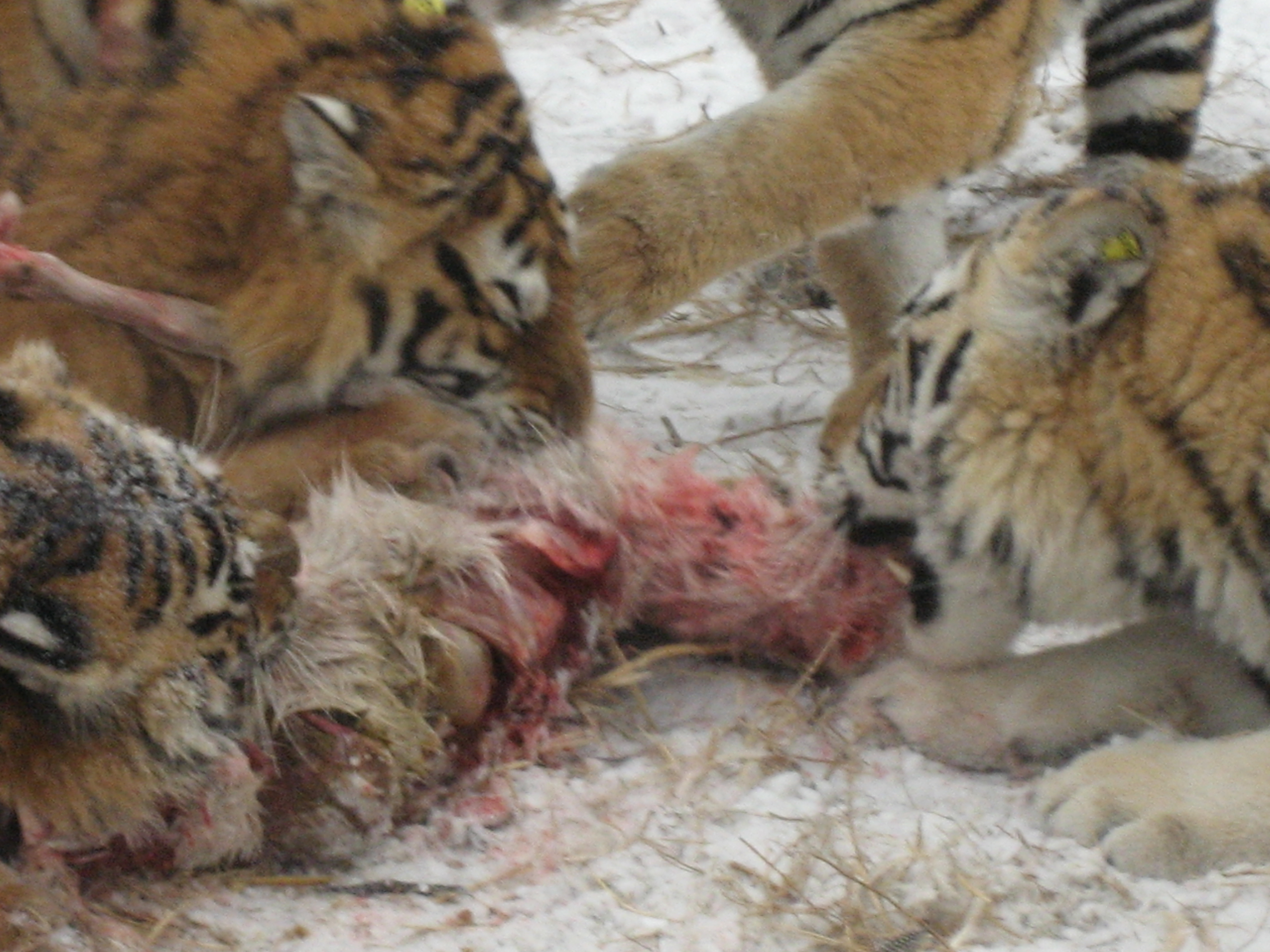
Một đàn hổ Mãn Châu ở Cáp Nhĩ Tân đang xé xác con mồi

Hổ thường sống riêng lẻ trong môi trường tự nhiên, chúng chỉ săn mồi chung theo đôi trong thời kỳ giao phối, nhưng trong điều kiện nuôi nhốt chúng lại tập hợp thành bầy. Do đó, khi phát hiện con mồi, bầy hổ sẽ nằm phục và tấn công đồng loạt. Ở Trung Quốc, trong các công viên hay trang trại nôi hổ với số lượng lớn, người ta thường thả những con bê, con dê, hay những con gà để cho đàn hổ xé xác.
Một sự kiện xảy ra tại công viên động vật hoang dã ở thành phố Thượng Hải, miền đông Trung Quốc khi một con gấu con đã vô tình đi lạc vào khu vực nuôi hổ trong một sở thú và bị ít nhất 14 con bao vây. Mặc dù nhân viên vườn thú đã tìm cách cứu gấu con nhưng thất bại, do bầy hổ quá hung dữ. Con gấu con 3 tuổi được đặt tên là Tiểu Hắc Hùng thuộc giống gấu đen Đài Loan Formosan. Khi bầy hổ phát hiện ra Tiểu Hắc Hùng, chúng bu lại tấn công. Chú gấu con nhổm dậy đứng trên 2 chân và tìm cách chống trả. Tuy nhiên, do bầy hổ quá đông và hung dữ, chúng dễ dàng áp đảo con gấu. Ít nhất 14 con hổ vây quanh Tiểu Hắc Hùng. Trong đó, có bốn con đang ngoạm lấy con gấu. Nhân viên vườn thú đã tìm cách can thiệp để cứu Tiểu Hắc Hùng. Tuy nhiên, con gấu đã chết trước đó.